# 西沙绿蟹
西沙绿蟹（学名：Chlorodiella xishaensis）为扇蟹科绿蟹属的动物。在中国大陆，分布于西沙群岛的永兴岛、赵述岛等地，生活环境为海水，主要栖息于珊瑚礁丛中。